# Výžerky
Výžerky település Csehországban, a Kelet-prágai járásban. Výžerky Vlkančice, Nučice, Stříbrná Skalice, Oplany, Konojedy és Barchovice településekkel határos. Lakosainak száma 186 fő (2024. január 1.).

## Népesség
A település lakosságának változását az alábbi diagram mutatja:
| Lakosok száma | 226  | 290  | 303  | 213  | 145  | 144  | 164  | 172  | 192  | 186  |
|               | 1869 | 1900 | 1921 | 1961 | 1980 | 2011 | 2016 | 2019 | 2021 | 2024 |